# 锦州银行
錦州銀行股份有限公司（港交所除牌前：0416）是中國遼寧省錦州市的一家區域性股份制商業銀行。

## 历史

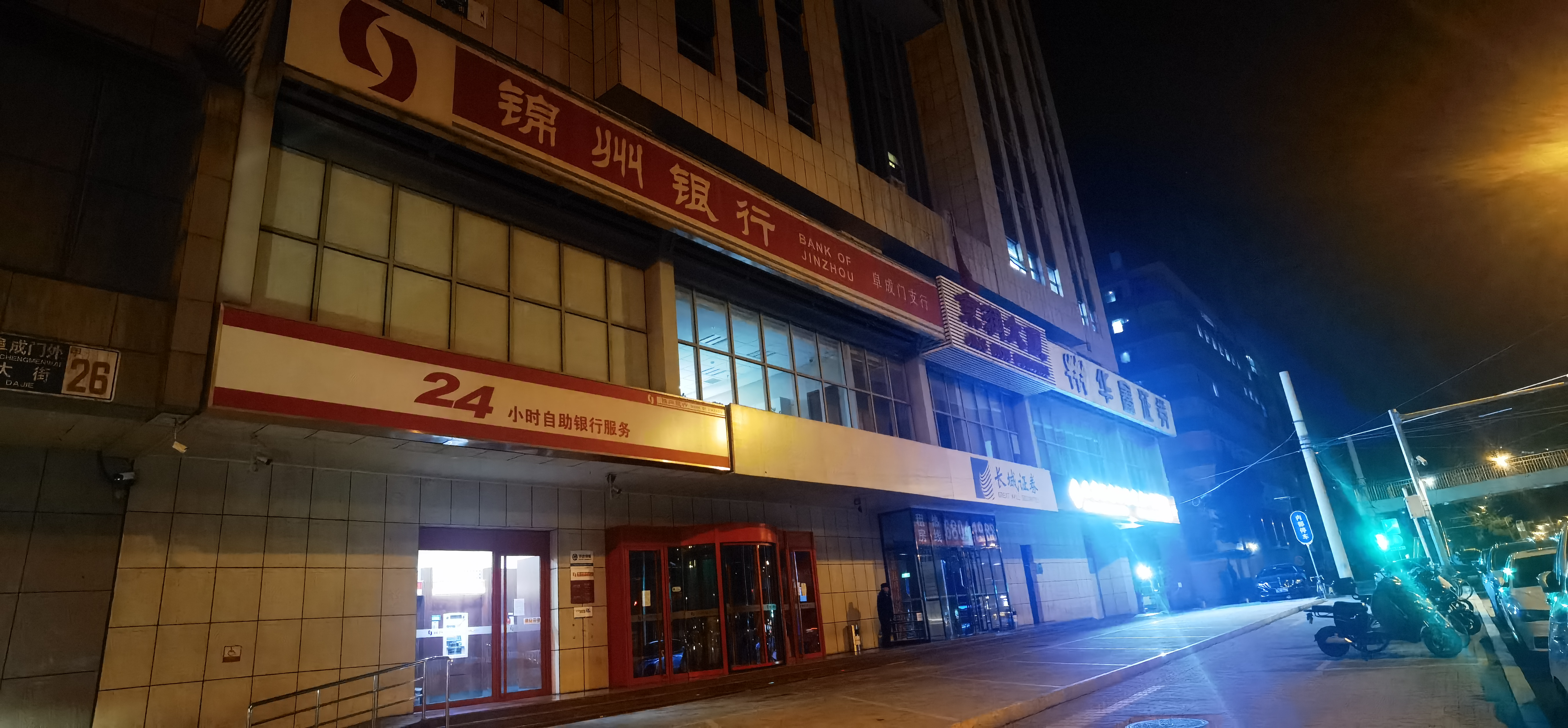
锦州银行北京阜成门支行

2015年4月，錦州銀行向香港交易所申請上市，但因錦州銀行有大筆貸款涉及汉能薄膜，因而被香港交易所要求提供更多資料而延遲上市。同年11月，錦州銀行在香港進行公開招股，招股價介乎4.64至5.54港元，集資61至73億港元。錦州銀行引入香港天元锰业国际贸易有限公司為基石投資者。
有報導指出錦州銀行主要股東變更頻繁，2008至2010年間大股東變動達31次。
2019年12月19日，錦州銀行董事长张伟因胃癌在北京逝世。有報導指張偉7月曾嘗試外逃至美國失敗。
2019年6月，安永會計師樓因銀行發放的貸款用途與文件不一致而辭任核數師。2019年7月，中国工商銀行斥資不多於30億元人民幣入股錦州銀行。2019年12月27日，錦州銀行因「籌劃資產重組及內資股增資擴股」而停牌。2020年3月，锦州银行公布公司定增及重组方案，向辽宁金控及中国人民银行实际控制、中国信达名义控股的成方汇达公司定向增发股份，向成方汇达出售该行持有债权本金（账面原值约为1500.0亿元）的若干资产，并向由辽宁金控及存款保险基金管理有限责任公司所控制企业设立的合伙企业认购本金金额约为750.0亿元的定向债务工具，初始到期期限为15年；完成公司定向增发及重组后，中国人民银行将通过成方公司间接控制近37%股份，成为该银行第一大股东。

## 外部連結
- 錦州銀行 （页面存档备份，存于）